# Norddeutsche Fußballmeisterschaft 1930/31

Der Hamburger SV gewann zum achten Mal die norddeutsche Fußballmeisterschaft.

Die norddeutsche Fußballmeisterschaft 1930/31 war die 25. vom Norddeutschen Sport-Verband ausgetragene Fußballmeisterschaft. Sieger wurde der Hamburger SV im Endrundenturnier mit zwei Punkten Vorsprung vor Holstein Kiel. Durch diesen Sieg qualifizierte sich Hamburg für die deutsche Fußballmeisterschaft 1930/31, bei der sie nach Siegen über den Beuthener SuSV 09 und Eintracht Frankfurt das Halbfinale erreichten und dort nach einer 2:3-Niederlage nach Verlängerung gegen den späteren deutschen Fußballmeister Hertha BSC ausschieden. Holstein Kiel durfte als Vizemeister ebenfalls an der deutschen Fußballmeisterschaft teilnehmen und erreichte ebenfalls das Halbfinale, welches mit 0:2 gegen den SV 1860 München verloren ging.

## Modus und Übersicht
Erneut fand der Spielbetrieb zuerst in den sechs regionalen Bezirken Groß-Hamburg, Lübeck-Mecklenburg, Nordhannover, Schleswig-Holstein, Südhannover-Braunschweig und Weser/Jade statt. Die besten Vereine aus der jeweiligen Oberliga qualifizierten sich für die norddeutsche Fußballendrunde.
| Bezirk                   | Bezirksmeister      | weitere Qualifikanten                                         |
| ------------------------ | ------------------- | ------------------------------------------------------------- |
| Groß-Hamburg             | Hamburger SV        | Union 03 Altona, Altona 93, SC Victoria Hamburg, FC St. Pauli |
| Lübeck-Mecklenburg       | Lübecker BV Phönix  | SV Polizei Lübeck                                             |
| Nordhannover             | SV Harburg 1924     |                                                               |
| Schleswig-Holstein       | Holstein Kiel       | FV Borussia Gaarden                                           |
| Südhannover-Braunschweig | SV Arminia Hannover | Eintracht Braunschweig, RSV Hildesheim, Leu Braunschweig      |
| Weser-Jade               | Bremer SV           | SV Werder Bremen                                              |

## Oberliga Groß-Hamburg
| Pl. | Verein                    | Sp. | S  | U | N  | Tore    | Quote | Punkte |
| --- | ------------------------- | --- | -- | - | -- | ------- | ----- | ------ |
| 1.  | Hamburger SV (M)          | 18  | 13 | 1 | 4  | 058:220 | 2,64  | 27:90  |
| 2.  | Union 03 Altona           | 18  | 10 | 2 | 6  | 045:410 | 1,10  | 22:14  |
| 3.  | Altona 93                 | 18  | 9  | 3 | 6  | 054:450 | 1,20  | 21:15  |
| 4.  | SC Victoria Hamburg       | 18  | 7  | 6 | 5  | 050:400 | 1,25  | 20:16  |
| 5.  | Eimsbütteler TV           | 18  | 7  | 4 | 7  | 067:610 | 1,10  | 18:18  |
| 6.  | FC St. Pauli (N)          | 18  | 8  | 2 | 8  | 038:420 | 0,90  | 18:18  |
| 7.  | St. Pauli Sportverein     | 18  | 7  | 3 | 8  | 041:430 | 0,95  | 17:19  |
| 8.  | SV St. Georg von 1895 (N) | 18  | 8  | 1 | 9  | 033:390 | 0,85  | 17:19  |
| 9.  | SpVgg Polizei Hamburg     | 18  | 7  | 2 | 9  | 048:480 | 1,00  | 16:20  |
| 10. | SC Unitas 1902 Hamburg    | 18  | 2  | 0 | 16 | 020:730 | 0,27  | 04:32  |

| (M) | Titelverteidiger Groß-Hamburg |
| (N) | Aufsteiger                    |

Entscheidungsspiel Platz 5:
|                 | Ergebnis |              |
| --------------- | -------- | ------------ |
| Eimsbütteler TV | 3:4      | FC St. Pauli |

## Oberliga Lübeck-Mecklenburg
| Pl. | Verein                 | Sp. | S  | U | N  | Tore    | Quote | Punkte |
| --- | ---------------------- | --- | -- | - | -- | ------- | ----- | ------ |
| 1.  | Lübecker BV Phönix (M) | 14  | 12 | 0 | 2  | 068:110 | 6,18  | 24:40  |
| 2.  | SV Polizei Lübeck (N)  | 14  | 9  | 1 | 4  | 053:310 | 1,71  | 19:90  |
| 3.  | Oldesloer SV           | 14  | 6  | 1 | 7  | 024:400 | 0,60  | 13:15  |
| 4.  | Rostocker SC 1895      | 14  | 6  | 0 | 8  | 036:450 | 0,80  | 12:16  |
| 5.  | VfL Schwerin           | 14  | 6  | 0 | 8  | 033:420 | 0,79  | 12:16  |
| 6.  | Lübecker SV 1913       | 14  | 5  | 2 | 7  | 036:500 | 0,72  | 12:16  |
| 7.  | VfR Lübeck             | 14  | 5  | 2 | 7  | 017:350 | 0,49  | 12:16  |
| 8.  | Schweriner FC 03       | 14  | 4  | 0 | 10 | 026:390 | 0,67  | 08:20  |

| (M) | Titelverteidiger Lübeck-Mecklenburg |
| (N) | Aufsteiger                          |

## Oberliga Nordhannover
| Pl. | Verein                   | Sp. | S | U | N | Tore    | Quote | Punkte |
| --- | ------------------------ | --- | - | - | - | ------- | ----- | ------ |
| 1.  | SV Harburg 1924          | 14  | 9 | 3 | 2 | 042:220 | 1,91  | 21:70  |
| 2.  | Viktoria Wilhelmsburg    | 14  | 8 | 4 | 2 | 047:200 | 2,35  | 20:80  |
| 3.  | Wilhelmsburger FV 09 (M) | 14  | 7 | 3 | 4 | 029:220 | 1,32  | 17:11  |
| 4.  | VfR Harburg              | 14  | 7 | 2 | 5 | 050:340 | 1,47  | 16:12  |
| 5.  | Borussia Harburg         | 14  | 5 | 3 | 6 | 035:370 | 0,95  | 13:15  |
| 6.  | SC Uelzen 09             | 14  | 3 | 3 | 8 | 025:510 | 0,49  | 09:19  |
| 7.  | Eintracht Lüneburg       | 14  | 3 | 2 | 9 | 012:300 | 0,40  | 08:20  |
| 8.  | SV Wacker Harburg (N)    | 14  | 3 | 2 | 9 | 027:510 | 0,53  | 08:20  |

| (M) | Titelverteidiger Nordhannover |
| (N) | Aufsteiger                    |

## Oberliga Schleswig-Holstein
| Pl. | Verein                  | Sp. | S  | U | N  | Tore    | Quote | Punkte |
| --- | ----------------------- | --- | -- | - | -- | ------- | ----- | ------ |
| 1.  | Holstein Kiel (NM) (M)  | 14  | 13 | 1 | 0  | 083:180 | 4,61  | 27:10  |
| 2.  | Borussia Gaarden        | 14  | 9  | 3 | 2  | 046:280 | 1,64  | 21:70  |
| 3.  | VfB Union-Teutonia Kiel | 14  | 6  | 1 | 7  | 043:470 | 0,91  | 13:15  |
| 4.  | Olympia Neumünster      | 14  | 5  | 2 | 7  | 038:340 | 1,12  | 12:16  |
| 5.  | Rendsburger BV (N)      | 14  | 5  | 2 | 7  | 035:490 | 0,71  | 12:16  |
| 6.  | FC Kilia Kiel           | 14  | 4  | 3 | 7  | 036:390 | 0,92  | 11:17  |
| 7.  | SV Eintracht Flensburg  | 14  | 4  | 1 | 9  | 022:630 | 0,35  | 09:19  |
| 8.  | VfR Neumünster          | 14  | 3  | 1 | 10 | 029:540 | 0,54  | 07:21  |

| (NM) | norddeutscher Titelverteidiger      |
| (M)  | Titelverteidiger Schleswig-Holstein |
| (N)  | Aufsteiger                          |

## Oberliga Südhannover-Braunschweig
| Pl. | Verein                 | Sp. | S  | U | N  | Tore    | Quote | Punkte |
| --- | ---------------------- | --- | -- | - | -- | ------- | ----- | ------ |
| 1.  | SV Arminia Hannover    | 16  | 14 | 1 | 1  | 079:260 | 3,04  | 29:30  |
| 2.  | Eintracht Braunschweig | 16  | 11 | 2 | 3  | 053:280 | 1,89  | 24:80  |
| 3.  | RSV Hildesheim (N)     | 16  | 9  | 1 | 6  | 047:480 | 0,98  | 19:13  |
| 4.  | Leu Braunschweig       | 16  | 7  | 2 | 7  | 041:410 | 1,00  | 16:16  |
| 5.  | Hannover 96 (M)        | 16  | 6  | 1 | 9  | 038:450 | 0,84  | 13:19  |
| 6.  | VfB Braunschweig       | 16  | 5  | 2 | 9  | 035:470 | 0,74  | 12:20  |
| 7.  | SpVgg Hannover 1897    | 16  | 5  | 1 | 10 | 034:500 | 0,68  | 11:21  |
| 8.  | VfB Peine              | 16  | 5  | 1 | 10 | 021:460 | 0,46  | 11:21  |
| 9.  | BV Werder Hannover     | 16  | 4  | 1 | 11 | 037:540 | 0,69  | 09:23  |

| (M) | Titelverteidiger Südhannover-Braunschweig |
| (N) | Aufsteiger                                |

## Oberliga Weser-Jade
| Pl. | Verein                     | Sp. | S  | U | N | Tore    | Quote | Punkte |
| --- | -------------------------- | --- | -- | - | - | ------- | ----- | ------ |
| 1.  | Bremer SV (M)              | 14  | 10 | 2 | 2 | 051:240 | 2,13  | 22:60  |
| 2.  | SV Werder Bremen           | 14  | 8  | 2 | 4 | 041:210 | 1,95  | 18:10  |
| 3.  | VfB Komet Bremen           | 14  | 6  | 4 | 4 | 030:290 | 1,03  | 16:12  |
| 4.  | Bremer BV Union            | 14  | 6  | 3 | 5 | 037:330 | 1,12  | 15:13  |
| 5.  | VfL Schutzpolizei Bremen a | 14  | 5  | 3 | 6 | 036:460 | 0,78  | 13:15  |
| 6.  | Bremer Sportfreunde        | 14  | 4  | 3 | 7 | 021:290 | 0,72  | 11:17  |
| 7.  | SSV Delmenhorst            | 14  | 3  | 3 | 8 | 021:320 | 0,66  | 09:19  |
| 8.  | VfL Germania Leer (N)      | 14  | 3  | 2 | 9 | 024:470 | 0,51  | 08:20  |

| (M) | Titelverteidiger Weser-Jade |
| (N) | Aufsteiger                  |

## Endrunde um die norddeutsche Fußballmeisterschaft
Die Endrunde um die norddeutsche Fußballmeisterschaft fand erneut zuerst im K.-o.-System statt. Nach dem Viertelfinale spielten die vier verbliebenen Mannschaften im Rundenturnier in einer Einfachrunde den norddeutschen Fußballmeister aus. Am Ende konnte sich der Hamburger SV durchsetzen und wurde zum achten Mal norddeutscher Fußballmeister.

### Achtelfinale
Die Spiele fanden am 15. März 1931 und am 22. März 1931 statt.
|                                                                             | Ergebnis  |                                                                       |
| --------------------------------------------------------------------------- | --------- | --------------------------------------------------------------------- |
| FC St. Pauli (Fünftplatzierter Oberliga Groß-Hamburg)                       | 3:4       | Lübecker BV Phönix (Sieger Oberliga Lübeck-Mecklenburg)               |
| Altona 93 (Drittplatzierter Oberliga Groß-Hamburg)                          | 3:2 n. V. | SV Werder Bremen (Zweitplatzierter Oberliga Weser-Jade)               |
| RSV Hildesheim (Drittplatzierter Oberliga Südhannover-Braunschweig)         | 3:4       | Hamburger SV (Sieger Oberliga Groß-Hamburg)                           |
| SV Harburg 1924 (Sieger Oberliga Nordhannover)                              | 6:4       | SC Victoria Hamburg (Viertplatzierter Oberliga Groß-Hamburg)          |
| SV Polizei Lübeck (Zweitplatzierter Oberliga Lübeck-Mecklenburg)            | 0:2       | SV Arminia Hannover (Sieger Oberliga Südhannover-Braunschweig)        |
| Bremer SV (Sieger Oberliga Weser-Jade)                                      | 1:0 n. V. | Borussia Gaarden (Zweitplatzierter Oberliga Schleswig-Holstein)       |
| Eintracht Braunschweig (Zweitplatzierter Oberliga Südhannover-Braunschweig) | 0:2       | Union 03 Altona (Zweitplatzeirter Oberliga Groß-Hamburg)              |
| Holstein Kiel (Sieger Oberliga Schleswig-Holstein)                          | 10:4      | Leu Braunschweig (Viertplatzierter Oberliga Südhannover-Braunschweig) |

### Viertelfinale
Die Viertelfinale wurden am 29. März 1931 ausgetragen.
|                     | Ergebnis |                 |
| ------------------- | -------- | --------------- |
| Lübecker BV Phönix  | 1:2      | Holstein Kiel   |
| Union 03 Altona     | 1:2      | Bremer SV       |
| Hamburger SV        | 9:1      | SV Harburg 1924 |
| SV Arminia Hannover | 3:1      | Altona 93       |

### Finalrunde
Im Folgenden ist der Finalstand nach Prüß/Irle: Tore, Punkte, Spieler angegeben. Grüne und Nicoletti geben in ihren Tabellen jeweils ein Gegentor weniger für den Hamburger SV und ein Tor mehr für Holstein Kiel an, die erreichten Punkte und der Tabellenstand ist der gleiche.
| Pl. | Verein              | Sp. | S | U | N | Tore    | Quote | Punkte |
| --- | ------------------- | --- | - | - | - | ------- | ----- | ------ |
| 1.  | Hamburger SV        | 3   | 3 | 0 | 0 | 016:200 | 8,00  | 06:0   |
| 2.  | Holstein Kiel (NM)  | 3   | 2 | 0 | 1 | 011:800 | 1,38  | 04:20  |
| 3.  | SV Arminia Hannover | 3   | 1 | 0 | 2 | 005:120 | 0,42  | 02:40  |
| 4.  | Bremer SV           | 3   | 0 | 0 | 3 | 003:130 | 0,23  | 0:60   |

| (NM) | norddeutscher Titelverteidiger |

#### Meistermannschaft des HSV
Wilhelm Blunk – Albert Beier, Walter Risse – Carl-Heinz Mahlmann, Asbjørn Halvorsen, Otto Carlsson – Otto Sommer, Walter Gloede, Walter Wollers, Franz Horn, Karl Sveistrup (nur diese 11 wurden eingesetzt).